# Jugoslovanska hokejska liga 1955/56
Sezona 1955/56 jugoslovanske hokejske lige je bila trinajsta sezona jugoslovanskega prvenstva v hokeju na ledu. Naslov jugoslovanskega prvaka so prvič osvojili hokejisti hrvaškega kluba S.D. Zagreb. O naslovu prvaka je odločal turnir na Jesenicah, ki je potekal med 25. in 29. januarjem 1956.

## Končni vrstni red
1. S.D. Zagreb
2. HK Jesenice
3. HK Ljubljana
4. HK Partizan Beograd
5. HK Crvena Zvezda
6. KHL Mladost Zagreb